# Poetica (Aristoteles)
Poetica (oorspronkelijk Περὶ ποιητικῆς, ca. 335 v.Chr.) is een werk van de Griekse filosoof Aristoteles, dat bekendstaat onder zijn vertaalde Latijnse naam. Aristoteles geeft er zijn opvatting in weer over poëzie, waar destijds ook lyriek, epiek en drama onder begrepen waren. Hij tracht "poëzie" uit te leggen aan de hand van de verschillende genres en onderdelen. Zijn analyse van de tragedie vormt de kern van zijn betoog. Het boek is ook op te vatten als Aristoteles' antwoord op Plato's denigrerende opvatting over kunst.

## Inhoud
Aristoteles verdeelde poëzie in drie genres: tragedie, komedie en epiek. In het eerste boek van zijn Poetica houdt hij zich bezig met het epos en vooral met de tragedie, terwijl een tweede boek waarin hij de komedie behandelde verloren is gegaan. Een uiteenzetting over de Griekse theorie van de komedie is ook te vinden in de Tractatus Coisslinianus, een 10e-eeuws manuscript uit de verzameling van Henri Charles de Cambout de Coislin. De behandeling van de komedie in de Tractatus toont invloed van Aristoteles, wat doet vermoeden dat het weleens om een kopie kan gaan van een verloren werk van Aristoteles. Volgens deze bron zou ook komedie, net zoals de tragedie, een catharsis teweeg moeten brengen, dit keer echter door de lach en het plezier.
Wat ons overgeleverd is als de Poetica is waarschijnlijk niet de volledige tekst. Zoals heel wat van Aristoteles’ andere teksten werd immers ook de Poetica door zijn leerlingen gekopieerd. In elk geval beschikken we over aanwijzingen dat van de Poetica een uitgebreidere versie bestond. Veel van Aristoteles’ teksten zijn ons trouwens overgeleverd dankzij kopieën van zijn leerlingen.
Aristoteles' Poetica gaat hoofdzakelijk over zijn onderzoek van de tragedie, die hij als volgt definieert.

De tragedie is een nabootsing van een nobele actie. De taal van de verschillende delen van het toneelstuk is verfraaid met ritme, melodie en zang. Deze imitatie wordt getoond door middel van de acties van de personages, niet door een vertelling. Het drama bevat voorvallen die door medelijden en vrees tot een catharsis van deze emoties leiden

De Poetica maakt samen met de Retorica deel uit van Aristoteles’ studie van de esthetiek.

## Terminologie in dePoetica
- Mimesis of 'imitatie’, ‘voorstelling’
- Catharsis of ‘zuivering’, ‘verheldering’
- Peripeteia of ‘omkering’
- Anagnorisis of ‘herkenning’
- Hamartia of ‘misrekening’ (in de Romantiek als ‘tragische fout’ begrepen), vaak veroorzaakt door atè
- Mythos of 'plot'
- Ethos of '’karakter'
- Dianoia of 'idee', 'thema'
- Lexis of 'uitspraak', 'spraak'
- Melos of 'melodie'
- Opsis of 'spektakel'

## Receptie
De Poetica was in zijn tijd niet erg invloedrijk en werd meer als een geheel gezien samen met de meer bekende "Retorica". Retorica en poëzie werden toen immers nog niet als afzonderlijk beschouwd zoals later wel gebruikelijk werd. In latere tijden zou de Poetica wel heel invloedrijk worden. Vooral de opvatting van tragedie tijdens de verlichting is schatplichtig aan de Poetica.
In de middeleeuwen circuleerde er een Arabische vertaling van de Poetica op basis van een Grieks manuscript dat van vóór het jaar 700 dateerde. Dit manuscript was uit het Grieks naar het Syrisch vertaald en verschilt van de tegenwoordig geaccepteerde elfde-eeuwse bron, aangeduid als manuscript "Parijs 1741". De Syrische bron die voor de Arabische vertaling was gebruikt, verschilde in woordenschat aanzienlijk van de originele Poetica en leidde tot een verkeerde interpretatie van de ideeën van Aristoteles die de gehele Middeleeuwen duurde.
Van Aristoteles’ Poetica bestaan er twee verschillende Arabische interpretaties; een van Abu Nasr al-Farabi en een van Averroes.
Al-Farabi spant zich in zijn verhandeling in om poëzie tot het logische vermogen van de expressie te maken, waarmee hij het geldigheid verleende in de islamitische wereld. Averroes’ commentaar poogt zijn beoordeling van de Poetica te laten harmoniëren met die van al-Farabi, maar slaagt er uiteindelijk niet in om het morele doel dat hij aan poëzie toeschrijft met al-Farabi’s logische interpretatie te verzoenen. Hoe dan ook werd Averroes versie van de Poetica in het westen aanvaard doordat het vanuit westers humanistisch gezichtspunt relevant was. Af en toe gaven de middeleeuwse filosofen zelfs de voorkeur aan Averroes' interpretatie boven de betekenis die Aristoteles oorspronkelijk had bedoeld. Het is hoe dan ook dankzij de Arabische literaire cultuur dat Aristoteles’ Poetica aan ons is overgeleverd.

## Culturele referenties
- Zowel het overgeleverde eerste boek als het verloren tweede boek van de Poetica speelt een belangrijke rol in Umberto Eco's roman De naam van de roos.

## Nederlandse vertalingen
- Aristoteles. Poëtica, vertaald, ingeleid en van aantekeningen voorzien door Piet Gerbrandy en Casper de Jonge, 2017, ISBN 9789065540096
- Aristoteles. Over poëzie, vertaald door Ben Schomakers, 2000
- Aristoteles. Poëtica, vertaald, ingeleid en van aantekeningen voorzien door N. van der Ben & J.M. Bremer, 1986, ISBN 902531581X

## Tekst
- Engelse vertaling van I. Bywater (1909) in het Gutenberg project